# Оптимизация неоднородности

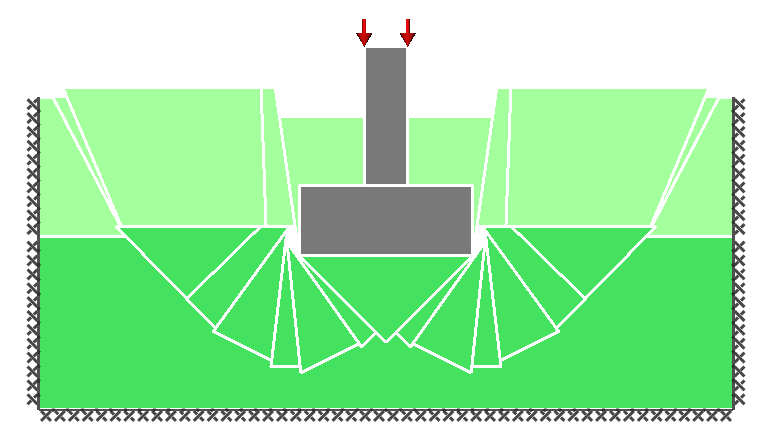

Оптимизация неоднородности (англ. Discontinuity layout optimization, DLO) — метод определения величины нагрузки, которую может выдержать конструкция до разрушения. Предполагается, что разрушение происходит пластическим образом.

## Как это устроено
Оптимизация неоднородности включает ряд шагов, описанных ниже.
Набор потенциальных неоднородностей может включать в себя неоднородности, которые пересекаются друг с другом, что позволяет идентифицировать сложные модели отказов (например, с участием «веерных» механизмов, когда из одной точки исходит множество неоднородностей).
Оптимизация неоднородности можно сформулировать в терминах отношений равновесия («статическая» формулировка) или в терминах перемещений («кинематическая» формулировка). В последнем случае целью задачи математической оптимизации является минимизация внутренней энергии, рассеиваемой вдоль разрывов, с учетом узловых ограничений совместимости. Эту проблему можно решить с помощью эффективных методов линейного программирования, и в сочетании с алгоритмом, изначально разработанным для задач оптимизации компоновки ферм,  было обнаружено, что современные компьютерные мощности можно использовать для прямого поиска в очень большом количестве различных топологий механизмов разрушения. (примерно до 2 1 000 000 000 различных топологий на ПК текущего поколения). Полное описание применения DLO к задачам о плоской деформации было предоставлено Смитом и Гилбертом , к анализу каменной арки Гилбертом и др.,  к задачам плиты Гилбертом и др.,    и трехмерным задачам Hawksbee et al,  и Zhang. 

## Оптимизация неоднородностипротив Метода конечных элементов
В то время как при анализе методом конечных элементов (МКЭ), широко используемой альтернативной процедуре инженерного анализа, математические отношения формируются для основной проблемы механики сплошной среды, Оптимизация неоднородности включает анализ потенциально гораздо более простой проблемы неоднородности, при этом проблема ставится полностью с точки зрения отдельных разрывы, соединяющие между собой узлы, расположенные поперек рассматриваемого тела. Кроме того, когда для анализа состояния коллапса используются программы конечных элементов общего назначения, часто требуются относительно сложные нелинейные решатели, в отличие от более простых решателей линейного программирования, которые обычно требуются в случае DLO.
По сравнению с нелинейным МКЭ, Оптимизация неоднородности имеет следующие преимущества и недостатки:
Преимущества
- Состояние коллапса анализируется напрямую, без необходимости повторения. Это означает, что решения, как правило, могут быть получены гораздо быстрее.
- Выходные данные в виде анимированных механизмов отказа, как правило, легче интерпретировать.
- Проблемы, связанные с сингулярностями в полях напряжений или перемещений, решаются без труда.
- Поскольку Оптимизация неоднородностинамного проще, чем нелинейный FEM, пользователям требуется меньше обучения, чтобы эффективно использовать этот метод.

Недостатки
- Как и другие методы предельного анализа, Оптимизация неоднородности не предоставляет информации о смещениях (или напряжениях) до обрушения.
- DLO в основном основан на моделировании совместимых механизмов обрушения почвы и, следовательно, является методом верхней границы . В результате метод всегда будет предсказывать неконсервативную разрушающую нагрузку.
- Хотя генерация схемы разрыва и схемы оптимизации линейного программирования, используемые в DLO, обычно гарантируют, что будет найдено хорошее приближение к истинному механизму обрушения, нет никакого способа определить, насколько прогнозируемая нагрузка обрушения превысит истинную нагрузку обрушения без сравнения с независимый анализ нижней границы .
- DLO — относительно новый метод, поэтому в настоящее время доступен лишь ограниченный набор программных инструментов.

## Приложения
Оптимизация неоднородности наиболее полезно применять к инженерным задачам, где традиционные ручные вычисления сложны, но где обращение к более сложным нелинейным МКЭ не оправдано. Приложения включают в себя:
- Анализ инженерно -геологических проблем (например, устойчивость откосов, несущая способность [9] или проблемы с подпорными стенками ).
- Анализ проблем бетонной плиты .
- Анализ проблем штамповки или экструзии металла.

## Программное обеспечение, использующее оптимизацию макета разрыва797
- Скрипт MATLAB (2009-) Предоставлен исследовательской группой CMD Университета Шеффилда, Великобритания.
- LimitState:GEO (2008-) Геотехническое программное приложение общего назначения.
- LimitState:SLAB (2015-) Программное приложение для анализа плит.